# My Blue Heaven (Film)
My Blue Heaven ist eine US-amerikanische Filmkomödie von Herbert Ross aus dem Jahr 1990.

## Handlung
Der Mafioso Vincent Antonelli sagt gegenüber dem FBI aus und belastet seine Komplizen. Er wird in das Zeugenschutzprogramm aufgenommen und in der kalifornischen Stadt Fryburg unter einer anderen Identität versteckt. Der Agent Barney Coopersmith beschützt ihn.
Antonelli begeht erneut einige Gesetzesübertretungen. Die Staatsanwältin Hannah Stubbs will ihn wegen des Autodiebstahls belangen, Antonelli tischt ihr absurde Ausreden auf. Coopersmith taucht auf und nimmt Antonelli einfach mit. Diesen Schritt begründet er gegenüber der Staatsanwältin damit, dass Antonellis Aussage in zwei Mafiaprozessen wichtiger sei.
Coopersmith und einer seiner Freunde beim FBI wollen die Zeit nutzen, indem sie einen Betrüger überführen, der mit gefälschten Kreditkarten handelt. Sobald Coopersmith merkt, dass es sich um Antonelli handelt, bläst er die Aktion ab.
Stubbs, geschiedene Mutter zweier Kinder, spült versehentlich die Schildkröte ihres Kindes in den Abfluss. Antonelli sieht sie auf dem Weg in einen Zooladen, folgt ihr und trifft dort einen alten Bekannten, der früher ebenfalls ein Mafioso war. Er erfährt, dass in der Gegend viele Menschen wohnen, die in das Zeugenschutzprogramm aufgenommen wurden.
Antonelli bringt Coopersmith zum Feiern nach New York. Seine Komplizen stehlen Wasserbehälter, die ihm unverkäuflich scheinen. Antonelli kommt auf die Idee, die entleerten Behälter an öffentlichen Orten auszustellen, um Geld für die Förderung des Kindersports zu sammeln. Stubbs lässt ihn wegen des Betrugs verhaften, es stellt sich jedoch heraus, dass er mit dem Geld wirklich Kindersport fördert.
Zwei Killer, die auf Antonelli angesetzt wurden, werden entwaffnet und festgenommen. Am Ende werden Coopersmith und Stubbs ein Paar.

## Kritiken
Rita Kempley bezeichnete in der Washington Post vom 18. August 1990 die Besetzung der Rolle von Vincent Antonelli mit Steve Martin als „absurd“. Joan Cusack wirke „gepolstert wie ein Sofa“.
Das Lexikon des internationalen Films bezeichnete den Film als „muntere, ganz auf den Hauptdarsteller abgestimmte Komödie.“

## Hintergrund
Der Film wurde in Kalifornien gedreht. Er spielte in den Kinos der USA ca. 23,6 Millionen US-Dollar ein.